# Romeinse villa Bocholtz-Vlengendaal
De Romeinse villa Bocholtz-Vlengendaal is een terrein met de resten van een Romeinse villa in de gemeente Simpelveld in de Nederlandse provincie Limburg. De villa was van het type villa rustica en behoort tot de minimaal zestig Romeinse villacomplexen die op de Zuid-Limburgse lössgronden (deels) zijn opgegraven. De archeologische site is sinds 1983 een rijksmonument.

## Ligging
De restanten van de villa bevinden zich in een terrein dat lokaal bekendstaat als "In den Berg", ten zuiden van het dorp Bocholtz en ten westen van de buurtschap Vlengendaal. Hier ontspringt in de nabijheid een bronnetje. De villa zelf lag op een helling.
Ten oosten van de villa liep de Romeinse weg van Heerlen (Coriovallum) naar Aken (Aquis Granum). Verder lag ongeveer 2 kilometer zuidelijker de Oude Akerweg, een secundaire Romeinse weg tussen Maastricht (Mosa Trajectum) en Aken. Zo'n anderhalve kilometer naar het oosten lag de Romeinse villa Bocholtz-Dellender, zo'n drie kilometer naar het zuiden de Romeinse villa Lemiers, zo'n drie kilometer naar het noordwesten de Romeinse villa Simpelveld-De Molt en zo'n drie kilometer naar het noorden de Romeinse villa knooppunt Bocholtz.

## Geschiedenis
In 1911 ontdekte Adolph Vaessen, priesterstudent te Rolduc, in de buurtschap Vlengendaal resten van wat later een Romeinse villa zou blijken te zijn. Zijn docent geschiedenis, dr. Willem Goossens, zette met financiële hulp van het Limburgs Geschied- en Oudheidkundig Genootschap (LGOG) in 1911 een opgraving op. Er werd een gebouw met zes kamers gevonden, waarvan er drie nader werden onderzocht. De opvallendste vondsten waren restanten van een vloerverwarming (hypocaustum), mozaïeksteentjes en fragmenten van muurschilderingen. Omdat duidelijk werd dat het om een omvangrijke en goed bewaarde villa ging, werd de hulp ingeroepen van het Rijksmuseum van Oudheden in Leiden.
In de zomer van 1913 ging de tweede opgraving onder leiding van prof. dr. Jan Hendrik Holwerda van start, waarbij het gehele hoofdgebouw en twee bijgebouwen werden blootgelegd. Het totale opgravingsgebied mat  ca. 125 x 60 m. Het opgravingsverslag van Goossens verscheen in 1916.
Goossens dateerde de villa aan de hand van aardewerk en een munt van Marcus Aurelius tussen 150 en 210. Waarschijnlijker is een bouwtijd in de eerste helft van de 2e eeuw. De villa lijkt uiteindelijk door brand te zijn verwoest, waarschijnlijk in de 3e eeuw. Tijdens de opgraving trof men houtskool, verbrande dakpannen, verbrande muurpleister en zelfs verbrande ijzeren scharnieren en een verbrand hangslot aan. Daarna is het villaterrein waarschijnlijk als steengroeve gebruikt voor bruikbare bouwmaterialen.
In 1981 en 1982 werden door amateur-archeologen op het terrein een aantal bronzen voorwerpen gevonden. Daaronder bevond zich een ornament in de vorm van een luipaard, mogelijk onderdeel van een wagenbeslag. Een andere bijzondere vondst was een klein bronzen kopje van een Silenus. Verder werd een bronzen fibula met zilverversiering gevonden. In de omgeving werden meer Romeinse vondsten gedaan, zoals in 1992 de villa Dellender, precies op de Duitse grens. In 2003 werd in de buurt een bijzondere sarcofaag uit de Romeinse tijd gevonden. Deze bevindt zich thans in het Thermenmuseum in Heerlen.

## Beschrijving
De voorlopige plattegrond van het villacomplex laat drie gebouwen zien: een hoofdgebouw (vrijwel zeker de woning) en twee bijgebouwen. De villa was gebouwd van lokale Bocholtzer steen, een (iets) hardere variant van Kunrader kalk. Deze werd gewonnen in de nabijheid van de villa.
Het woonhuis was 44 bij 31 meter groot en had een ongebruikelijke asymmetrische opzet met twee woonblokken of -torens en daartussen een zuilengalerij. Deze laatste vormde de entree naar een grote ontvangstruimte. Hier omheen lagen de andere vertrekken gegroepeerd, waarvan sommige met vloerverwarming. Het huis had een kelder en badvertrekken, waarvan delen van het hypocaustsysteem en de stookplaats bewaard zijn gebleven. Ook zijn er talloze mozaïeksteentjes en beschilderde stukjes pleisterwerk gevonden. De badinrichting, de vloerverwarming, de mozaïekvloeren en de muurschilderingen, maar ook de vondst van een zilveren lepeltje en oesterschalen geven de indruk dat de bewoners van villa Vlengendaal welvarend waren.
De circa 200 fragmenten van wandschilderingen die bewaard zijn gebleven, raakten verspreid over twee locaties: een klein deel werd door Holwerda meegenomen naar Leiden, de rest belandde in het Bonnefantenmuseum in Maastricht, later in het Centre Céramique. In 1980 verscheen een publicatie waarin enkele afbeeldingen en decoratieschema's werden gereconstrueerd. Zo werd duidelijk dat een deel van de villawanden beschilderd waren om natuursteen te imiteren. De hoofdkleuren waren rood, groen, geel en bruin. Naturalistische afbeeldingen ontbraken in Vlengendaal. In 2010 werd in het Limburgs Museum in Venlo een gereconstrueerd Romeins interieur gepresenteerd, waarin decoraties uit Vlengendaal waren opgenomen.
De bijgebouwen maten respectievelijk 24 x 8,6 meter en 26,8 x 14,4 meter. Eén ruimte had waarschijnlijk – gezien de vondsten - de functie van opslag van gereedschap.

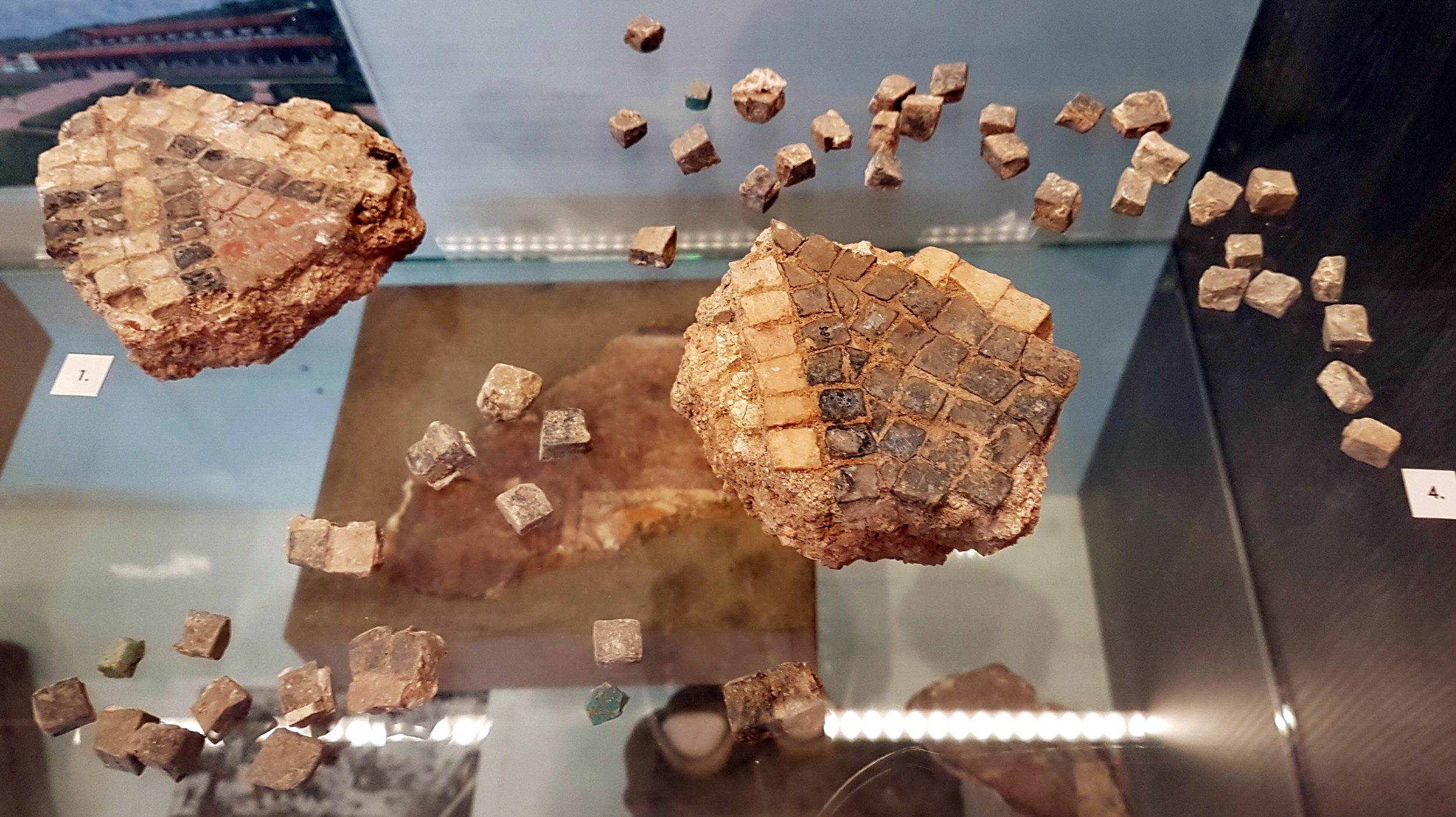
Delen van een mozaïekvloer
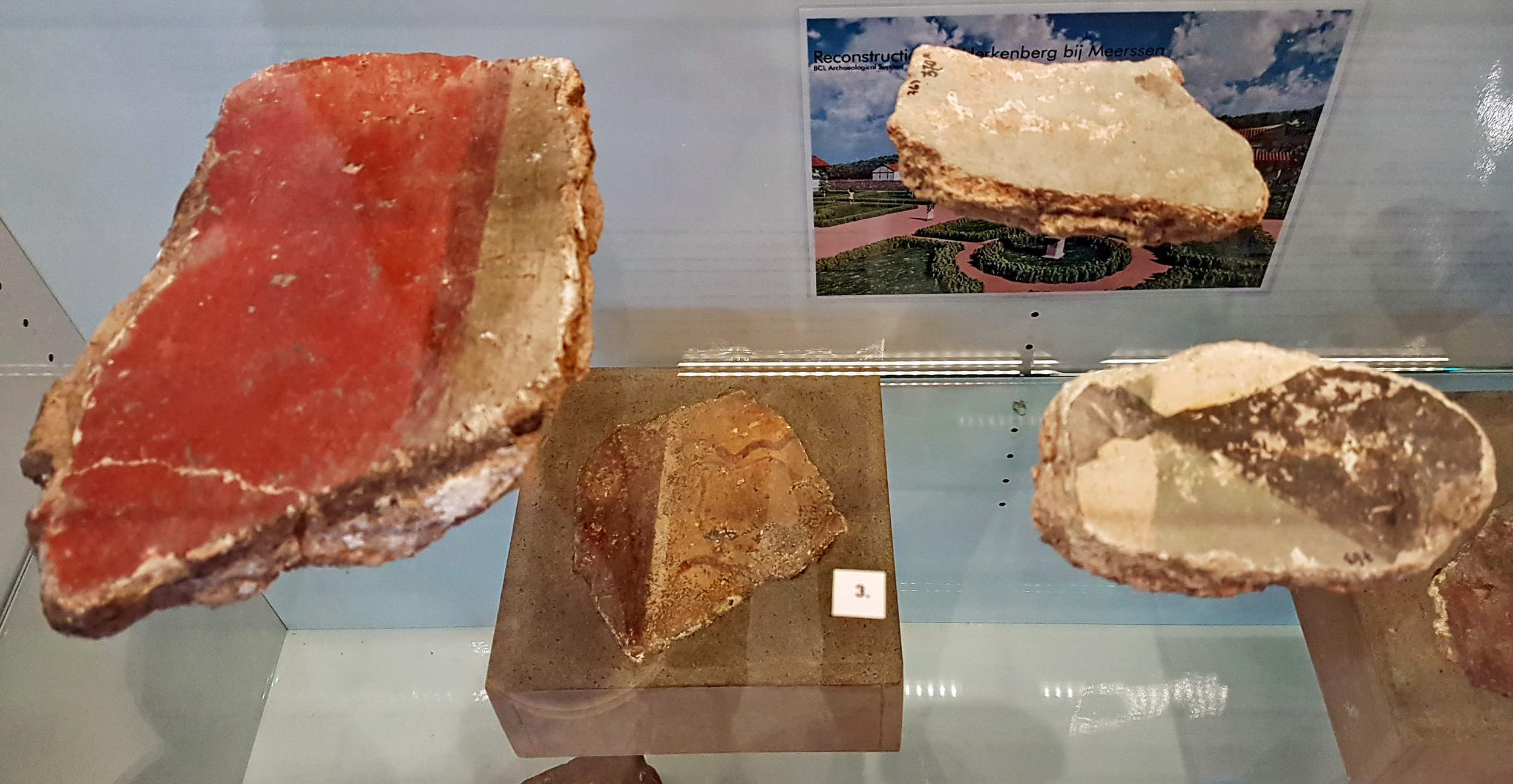
Frescofragmenten
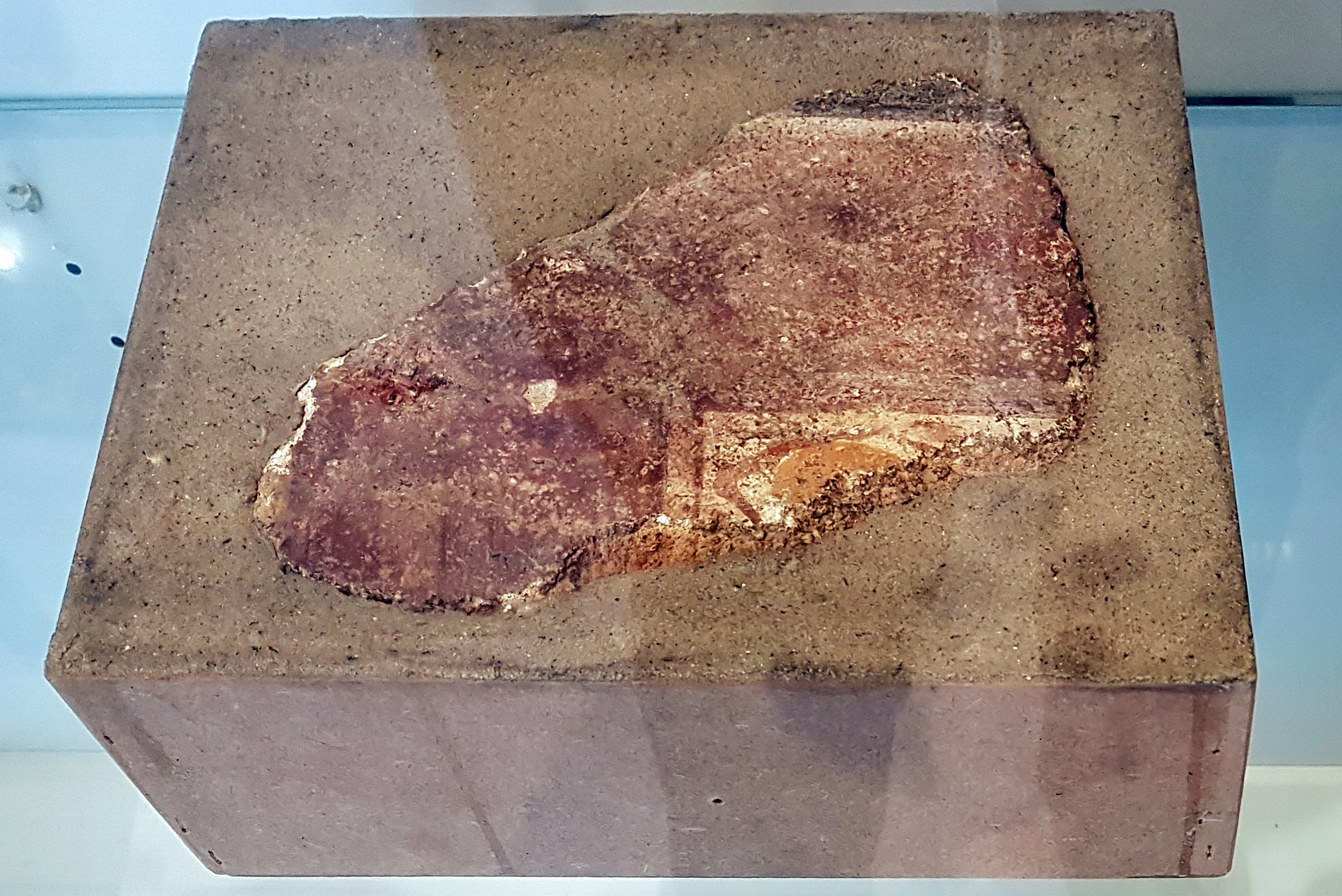
Frescofragment
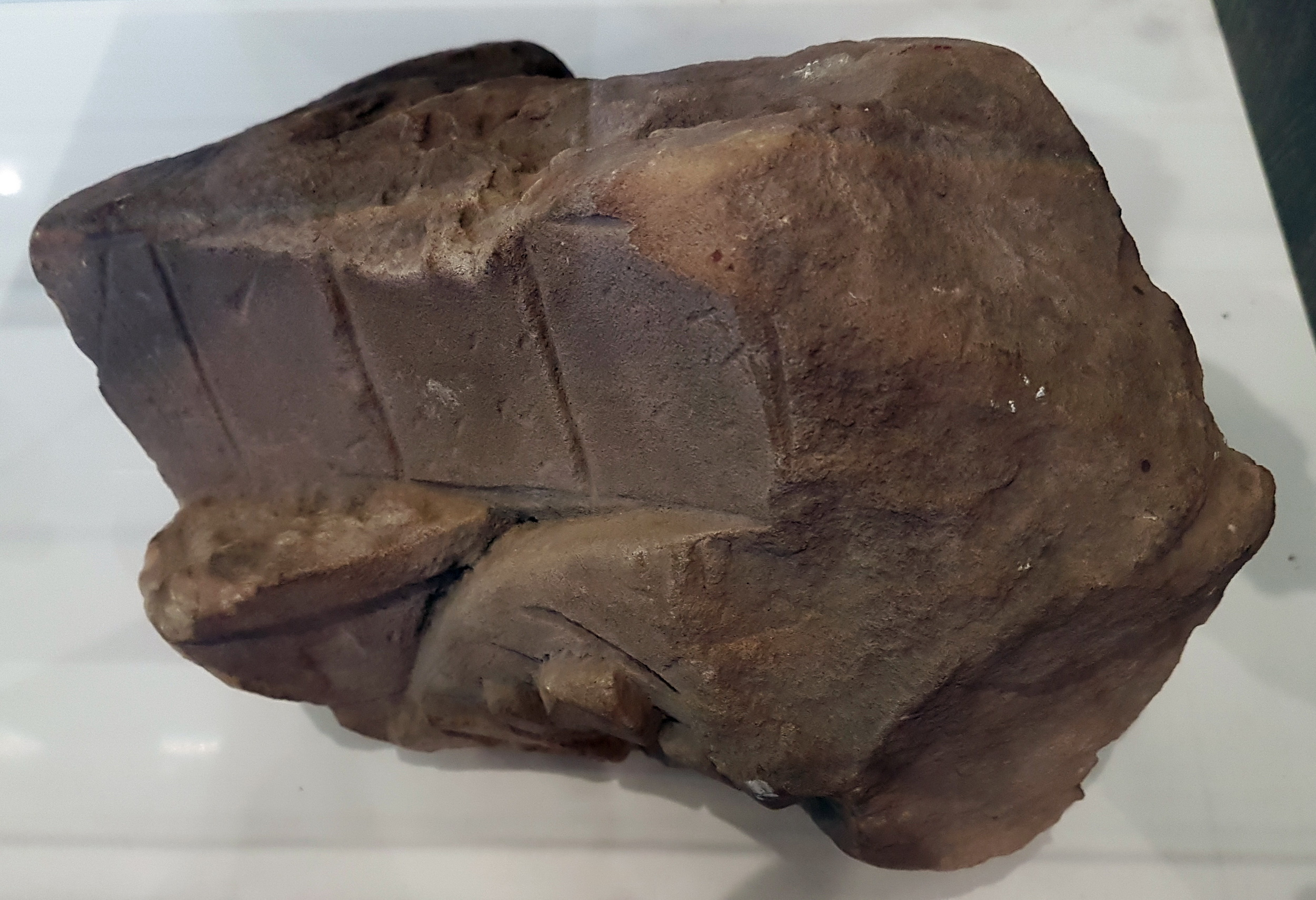
Fragment Korinthisch kapiteel